# Nadejda Kosintseva
Nadejda Kosintseva é uma jogadora de xadrez da Rússia, campeã nacional em 2008 e vice-campeã em 2009. Nadejda participa regularmente da Olimpíada de Xadrez pela Rússia tendo conquistado a medalha individual de ouro em 2004, 2008, 2010 e 2012. Por equipes, recebeu a de bronze em 2004, a de prata em 2006 e duas de ouro em 2010 e 2012.